# Спор (кастрат)
Спор (или Спорус) — первоначально был вольноотпущенником и фаворитом римского императора Нерона, позже был кастрирован и выдан за него замуж.

## Происхождение имени
Спор (Sporus) происходит от древнегреческого слова σπορά (spora), которое значит «семя, посев». Спор (Спорус) — мужское имя, женский вариант — Спора.
В соответствии с римскими правилами именования он получил личное и родовое имена бывшего господина, сохраняя свое прежнее имя как когномен. В этом случае, если предположить, что его освободил Нерон (что неясно), его полное имя будет Нерон Клавдий Спор (в честь Нерона Клавдия Цезаря Августа Германика).

## Жизнь
Спор, вероятно, родился между 49 и 51 годами, умер в конце лета или осени 69 года.

### Брак с Нероном

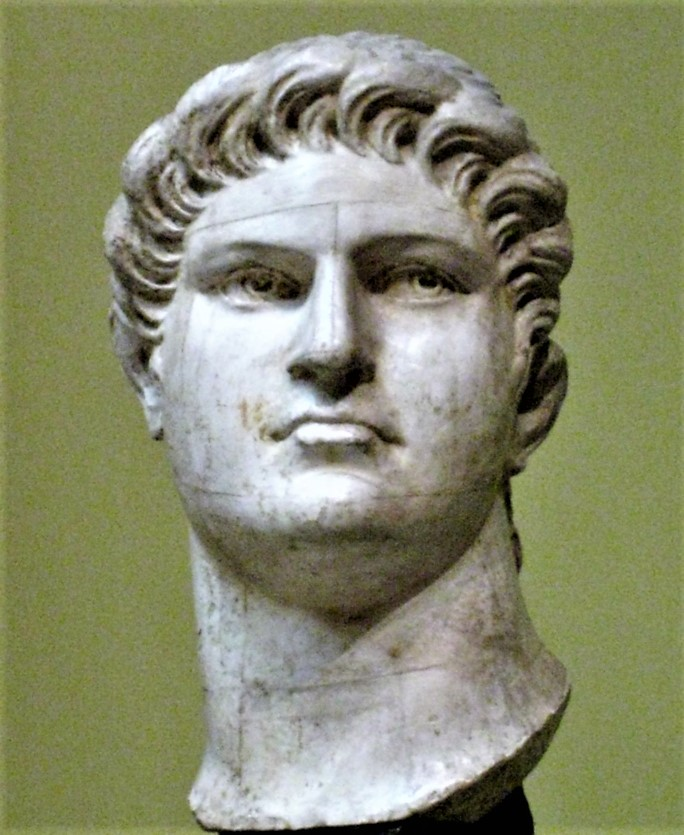
Нерон, Глиптотека

Жена Нерона, Поппея Сабина, умерла летом 65 года, предположительно при рождении ребёнка (хотя позже ходили слухи, что Нерон забил её до смерти). В начале 66-го Нерон женился на Статилии Мессалине.
Позже, в том же или в 67 году он женился на Споре, который, как говорили, имел поразительное сходство с Поппеей. Нерон пытался сделать из Спора женщину, он кастрировал мальчика и «женился» на нём, следуя всем брачным обычаям. Также Нерон заставлял Спора появляться на публике в регалиях и пышных нарядах, которые обычно носили римские императрицы. Помимо этого Нерон называл мальчика Сабиной (в честь его покойной жены — Сабины Поппеи). Среди других форм обращения к Спору были «госпожа», «императрица» и «хозяйка».
Светоний помещает отчёт об отношениях Нерона и Спора в сообщение о сексуальных отклонениях Нерона, между изнасилованием весталки и инцестом со своей матерью.
Спор был одним из четырёх компаньонов (вместе с Епафродитом, Неофитом и Фаоном) в последнем путешествии императора в июне 68 года, которые оставались на его стороне до самого конца.

### После смерти Нерона

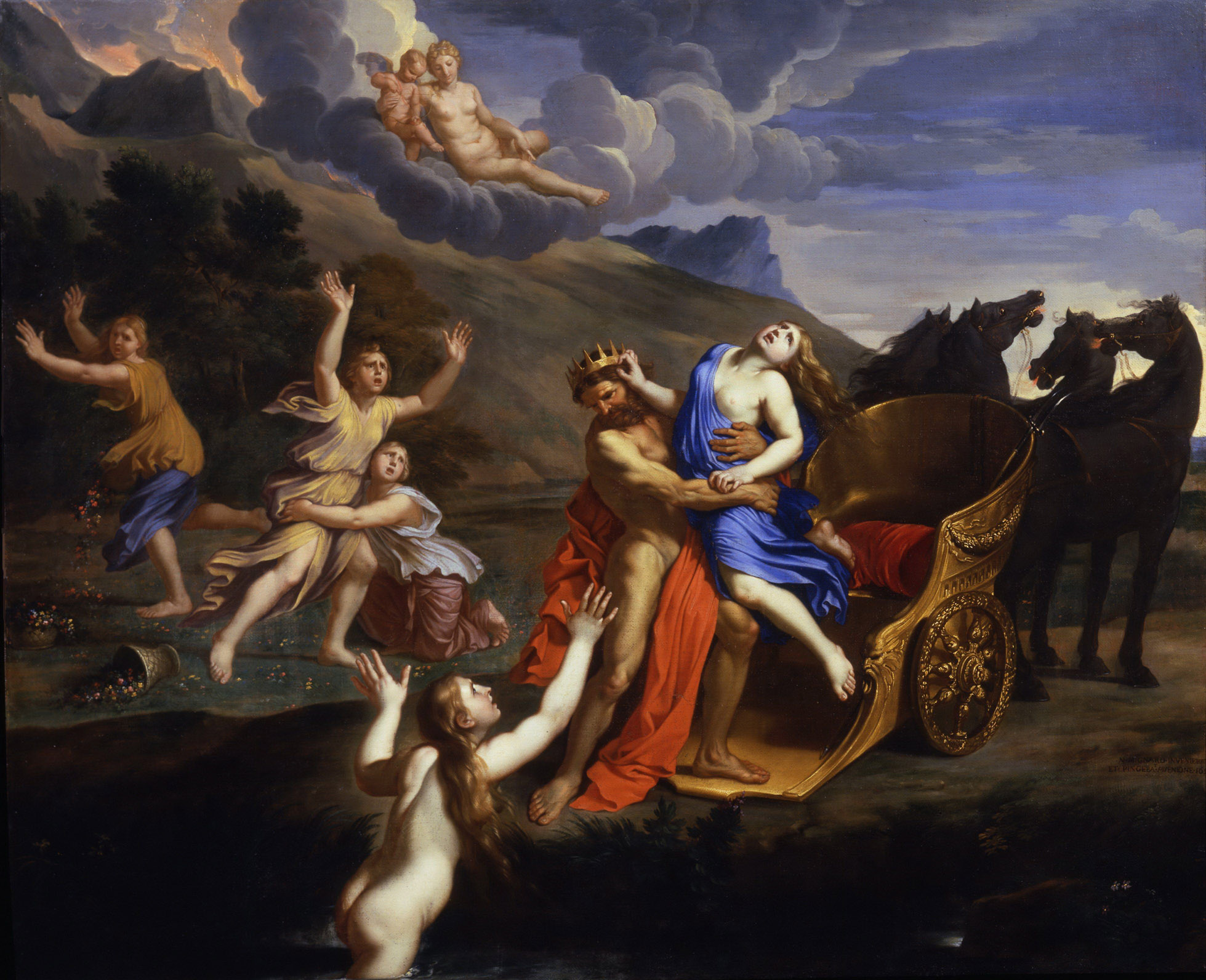
Похищение Персефоны, Николя Миньяр

Даже после смерти Нерона в 68 году, через полтора года после их бракосочетания, Спор был вынужден продолжать играть роль Сабины. Он перешёл под покровительство префекта Преторианской гвардии Нимфидия Сабина, который обладал имперскими амбициями и выдавал себя за внебрачного сына Калигулы. Нимфидий также относился к Спору как к жене и называл мальчика Поппеей.
Но вскоре «новый муж» был убит преторианцами при попытке организовать переворот против следующего римского императора — Гальбы Сульпиция. После этого Спор имел интимный контакт (и, вероятно, они также были женаты) с Отоном, преемником Гальбы. Когда-то Отон был женат на Поппее, пока Нерон не заставил их развестись, и собирался жениться на Статилии, третьей жене Нерона. Отон правил в течение трёх месяцев, пока не покончил с собой после битвы при Бедриаке.
Новый император — Вителлий — намеревался использовать Спора для «инсценировки» похищения Персефоны на шоу гладиаторов. Спор избежал этого публичного унижения, покончив с собой. Вероятно, ему было меньше 20 лет.